# Čensko
Čensko je samota a bývalá myslivna v Drahňovicích v okrese Benešov, nedaleko Divišova.
Čensko je také název cca 0,5 km dlouhého dnes nepoužívaného odpočívadla na dálnici D1, dnes skrytého v lese, ležícího cca 30 metrů od zmíněné samoty. Odpočívadlo bylo v době provozu unikátní tím, že se při odbočení z dálnice vozidlo otáčelo o 270 stupňů do protisměru.

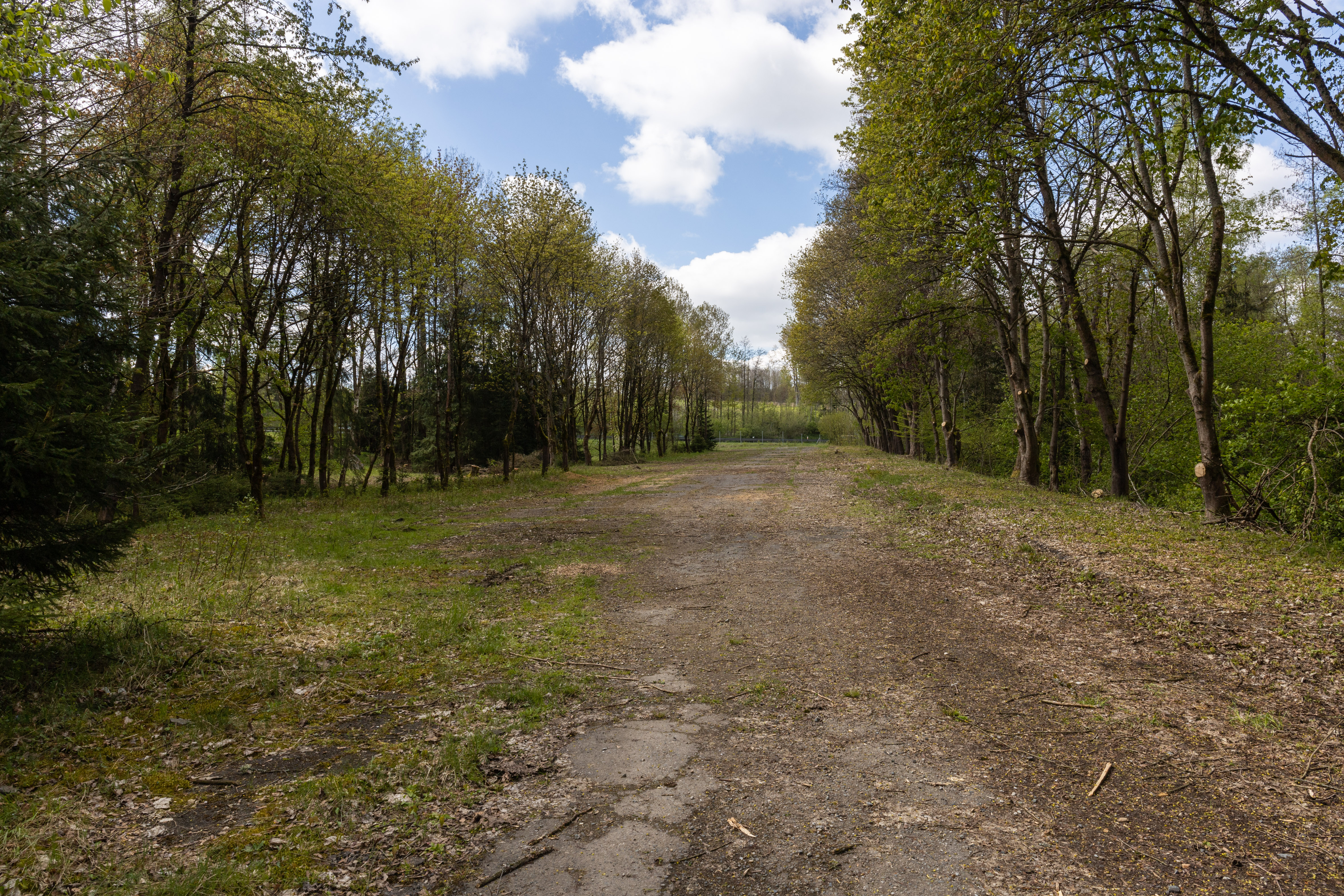
Bývalé odpočívadlo Čensko - v pozadí dálnice D1

Do roku 1992 bylo možné toto odpočívadlo použít jako neoficiální exit ve směru na Šternov. V roce 1995 bylo odpočívadlo zrušeno a přístup k němu zahrazen mechanickou překážkou. Vyasfaltovaný prostor slouží dnes jako sraziště motorek a čtyřkolek. Od roku 1976 stojí v blízkosti hájenky dálniční most a křižovatka turistických cest. Místo je rovněž zachyceno v pověstech a legendách. V roce 2018 při rekonstrukci mostu přes Křešický potok bylo odpočívadlo opraveno (nový povrch), opět zprovozněno a napojeno na těleso dálnice pro účely transportu materiálu a navážek ke stavbě.